# First Tech Challenge

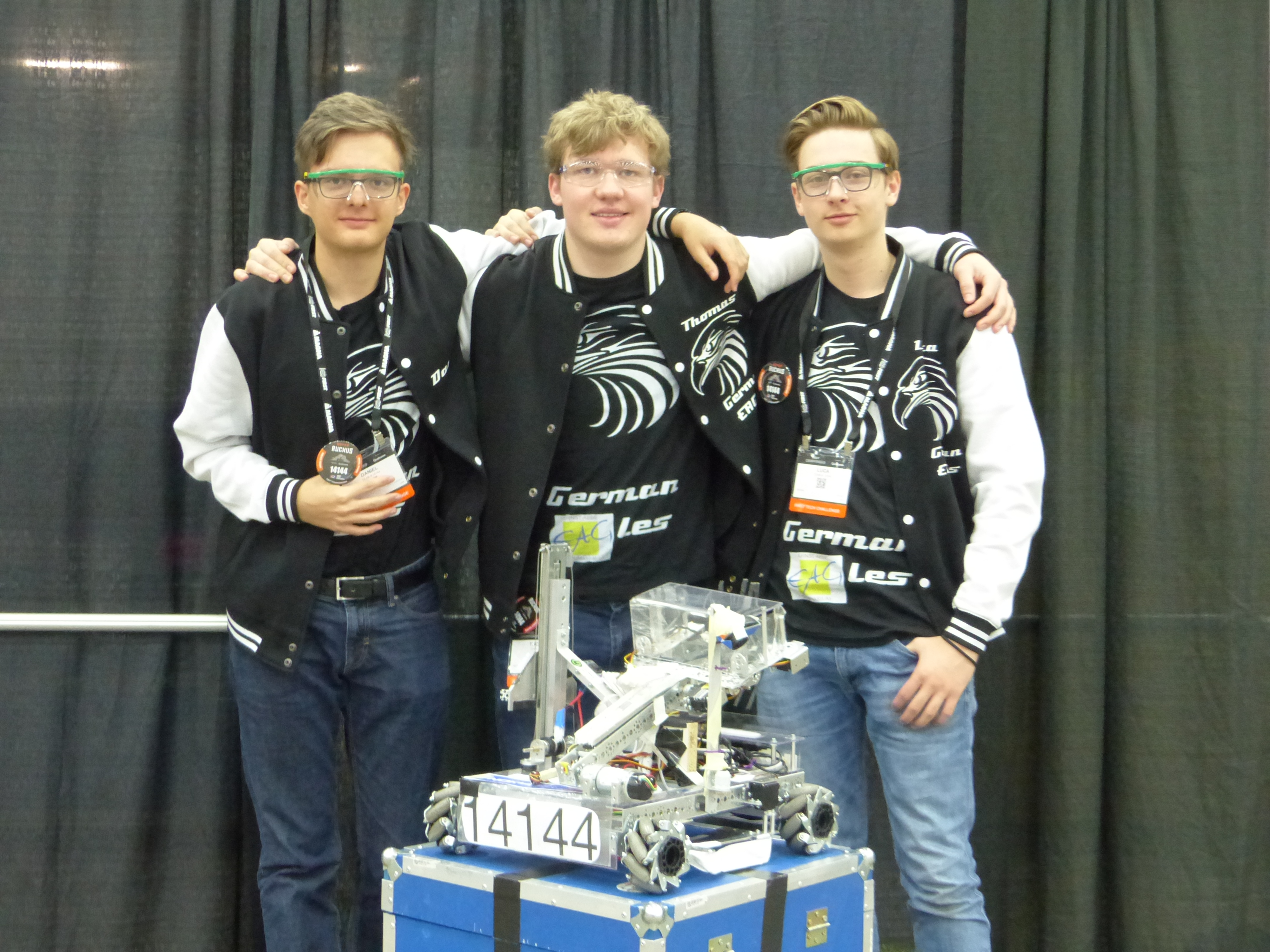
Auch das Ernst-Abbe-Gymnasium in Oberkochen hat 2019 ein Team zur FTC-Weltmeisterschaft nach Detroit entsandt.

Die First Tech Challenge (FTC) (englisch für: „FIRST Technik-Herausforderung“) ist ein weltweites Bildungsprogramm im Bereich Robotik, das für Schüler im Alter von 13 bis 18 Jahren konzipiert ist; außerhalb Nordamerikas ist die Zielgruppe manchmal auch etwas älter. Die Jugendlichen arbeiten in Teams und entwickeln, bauen und programmieren Roboter, die vorgegebene alljährlich wechselnde Aufgaben erfüllen müssen und schließlich in einem Robotikwettbewerb gegeneinander antreten. Das Programm wurde 2005 von der Non-Profit-Organisation For Inspiration and Recognition of Science and Technology (FIRST) ins Leben gerufen, um Jugendliche für MINT-Fächer zu begeistern und gleichzeitig auf gemeinnütziges Denken („Gracious Professionalism“) hin zu orientieren. 2016 waren weltweit mehr als 4.600 FTC-Teams aktiv, in der Saison 2018/2019 waren es 7.010.

## Geschichte

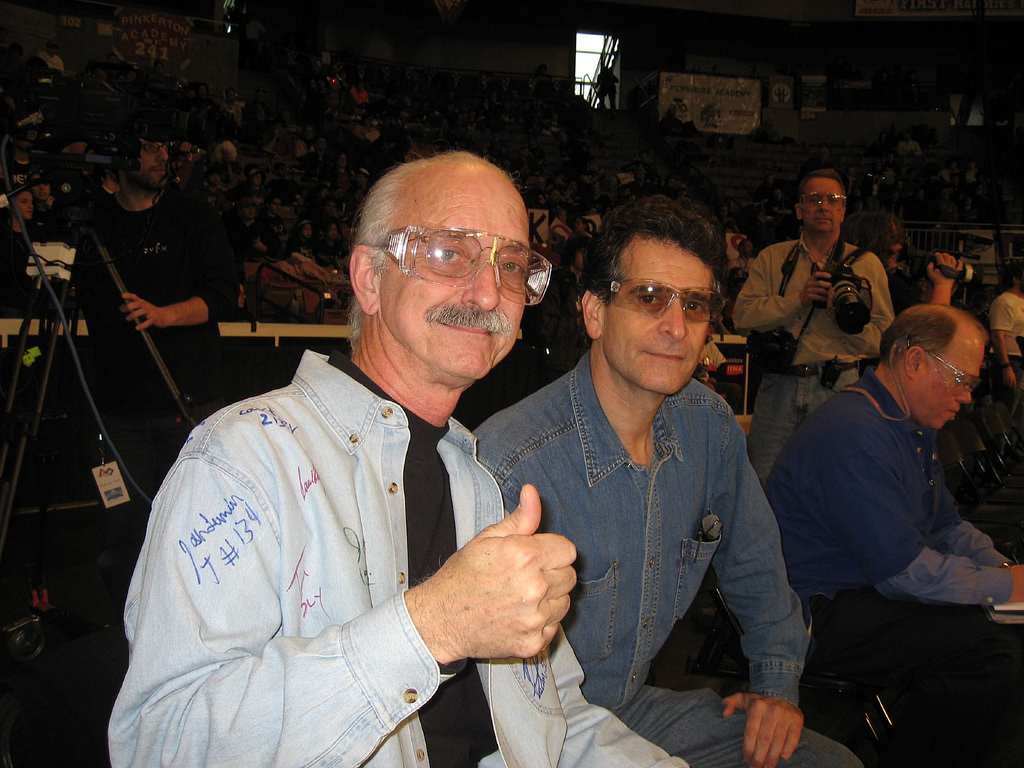
Woodie Flowers und Dean Kamen (2007)

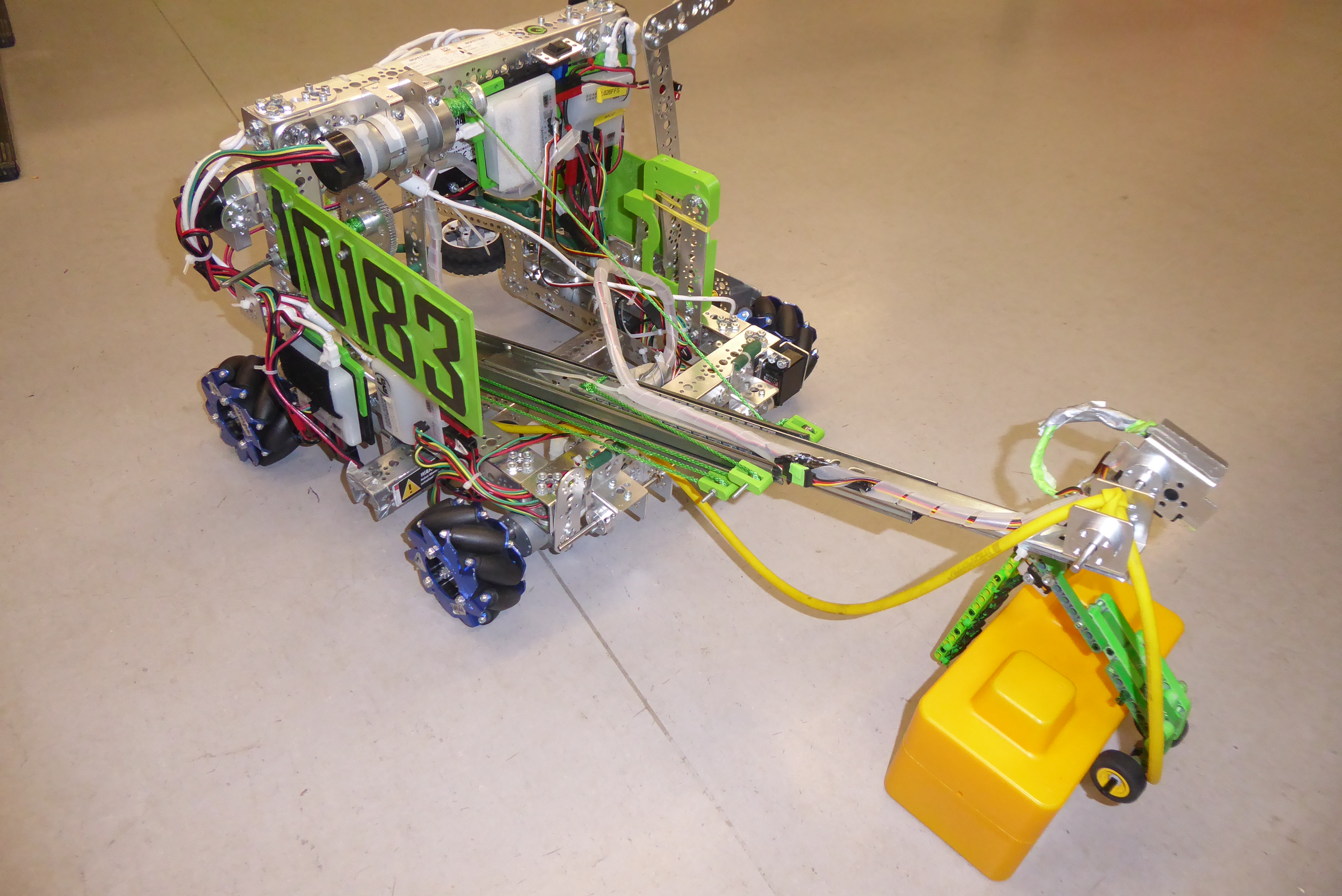
Der Roboter des Teams Frog Robots Of Germany in der Saison 2020

Die FIRST Tech Challenge ist eine Gründung der 1989 von Dean Kamen und Woodie Flowers in Manchester, New Hampshire ins Leben gerufenen Non-Profit-Organisation FIRST (For Inspiration and Recognition of Science and Technology). Zu den Programmen von FIRST zählen auch die FIRST Robotics Competition (1992), die FIRST Lego League (2004) und die FIRST Lego League Jr. (2004) sowie seit 2017 auch die FIRST Global Challenge.
Gemeinsam mit der Einzelhandelskette RadioShack und dem Produktionsunternehmen Innovation First International, Inc. entwickelte FIRST eine verbesserte Version des IFI Robovation Kit. Dieser neue Satz vorgefertigter Teile, die für Roboter ganz unterschiedlicher Bauart verwendet werden können, erhielt den Namen VEX Robotics Design System und wurde von der Saison 2005/2006 an in dem neuen Programm FIRST Vex Challenge verwendet, das jetzt parallel zur FIRST Robotics Competition bestand. Zwei Jahre später wurde das Programm in FIRST Tech Challenge umbenannt.
Für die Saison 2008/2009 entwickelte der Hersteller Pitsco, Inc. eine Konstruktionsplattform, die neben zusätzlichen Konstruktionsteilen und neuem Rahmenwerk den Lego-Steuerungscomputer Mindstorm NXT verwendete, der mit LabVIEW oder mit RobotC programmiert werden konnte. Das Set hieß TETRIX Robotics Kit.
Für die Saison 2015/2016 wurde der Mindstorm NXT wiederum durch Android-Mobiltelefone ersetzt. Die Programmierung erfolgt seitdem mit Java. Die Bausätze kosten etwa 1.000 US-Dollar; in den USA helfen vielfach Sponsoren bei der Finanzierung.

## Teamarbeit und Wettbewerb

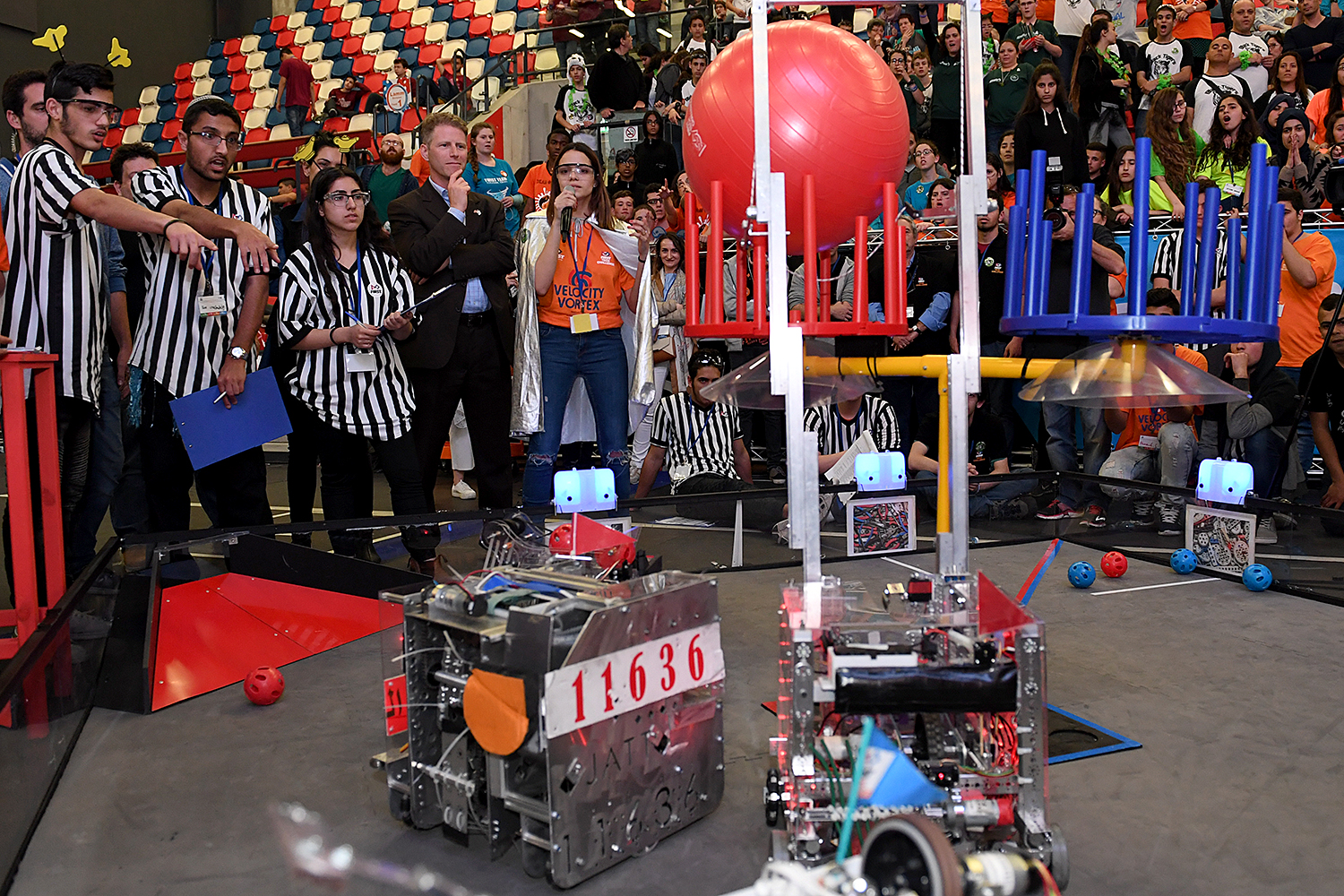
Zwei Roboter im Wettkampf (2017)

Nachdem die Organisation Thema und Aufgabenstellung des Jahres verkündet, haben die Teams 10 Wochen lang Zeit, um aus vorgegebenen Materialien einen Roboter zu designen, zu bauen und zu programmieren, der später im Wettbewerb nach seiner Leistung beurteilt wird. Eine zentrale Rolle spielt bei der Arbeit das Führen eines Arbeitsjournals (Engineering Notebook), in dem die Entwicklungsarbeit und die Teamerfahrung detailliert protokolliert werden; es gewährt Einblicke in die Gruppendynamik und entscheidet neben der Leistung im eigentlichen Wettkampf maßgeblich darüber, ob einem Team ein Preis zuerkannt wird. Die Teamleiter arbeiten ehrenamtlich; manche bringen aus MINT-Fächern praktische Berufserfahrung mit, andere sind Autodidakten. Viele Teamleiter kommen zu ihrer Tätigkeit durch die eigenen Technik-interessierten Kinder oder durch ihren Lehrerberuf.
Im Wettbewerb tritt jeweils eine – ad hoc gebildete – Allianz aus zwei Teams gegen eine zweite Allianz an, die ebenfalls aus zwei Teams besteht. Dabei gliedert sich jede Wettkampfrunde in zwei Teile: im ersten operieren die Roboter 30 Sekunden lang autonom, im zweiten werden sie zwei Minuten lang von den Teams ferngesteuert.
In den Vereinigten Staaten finden die Wettbewerbe zunächst auf lokaler Ebene statt. Teams, die sich qualifizieren – eine kleine Anzahl kommt auch auf dem Lotteriewege weiter –, können in regionale („Regionals“), überregionale („Super-Regionals“) und schließlich internationale Wettbewerbe („World Championship“) aufsteigen und Preise gewinnen. Letztere honorieren technische Leistungen ebenso wie Design, Ideenreichtum oder gemeinnütziges Engagement des Teams.
Zu den Preisen, die Teams im Rahmen der FIRST Tech Challenge gewinnen können, zählen der Inspire Award, der Rockwell Collins Innovate Award, der Motivate Award, der Connect Award, der Think Award, der PTC Design Award, der Control Award, der Promote Award, der Winning Alliance Award und der Finalist Alliance Award. Teamleiter, die sich bei ihrer FTC-Arbeit außergewöhnlich verdient gemacht haben, können den Compass Award erringen oder in die FIRST Tech Challenge Dean’s List aufgenommen werden.
Die Weltmeisterschaft der Saison 2016/2017 fand im April 2017 in den Vereinigten Staaten statt. Wegen der großen Anzahl der teilnehmenden Teams gab es zwei separate Veranstaltungen in Houston, Texas und in St. Louis, Missouri. Die Weltmeisterschaft der Saison 2017/2018 fand am 25.–28. April 2018 in Detroit statt.
Bei der Bewertung geht es aber nicht nur um die Roboter an sich, die Schüler müssen getreu dem Motto „more than robots“ (dt.: mehr als nur Roboter) auch in einem „Engineering Notebook“ ihre Meetings, Ideen und Planung, sowie die Funktionsweise der Hard- und Software dokumentieren. Bei den Wettbewerben ist es sehr wichtig Teamgeist aber auch Freundlichkeit, Respekt und Hilfsbereitschaft gegenüber den anderen Teams zu zeigen („Gracious Professionalism“). Nur wer dies alles umsetzt, kann von der Jury einen Inspire-Award, den höchsten Preis, der fast immer mit einer Weiterqualifikation verbunden ist, erhalten. Ein wichtiger Punkt ist auch, FTC und FIRST zu verbreiten. So ist es z. B. ein Ziel neue Teams anzuwerben oder an zahlreichen sogenannten Community Outreach Events teilzunehmen, an denen der Roboter präsentiert wird. Möglich sind hier andere Roboterwettbewerbe, Messen oder auch Besuche in Firmen.

## Wettkampf-Themen
Die Wettkämpfe stehen alljährlich unter individuellen Themen, die sich u. a. in der Aufgabenstellung an die Roboter widerspiegeln:
- 2005–2006: Half-Pipe Hustle
- 2006–2007: Hangin'-A-Round
- 2007–2008: Quad Quandary
- 2008–2009: Face Off
- 2009–2010: Hot Shot!
- 2010–2011: Get Over It!
- 2011–2012: Bowled Over!
- 2012–2013: Ring It Up!
- 2013–2014: Block Party!
- 2014–2015: Cascade Effect
- 2015–2016: FIRST RES-Q
- 2016–2017: Velocity Vortex
- 2017–2018: FIRST Relic Recovery[15]
- 2018–2019: FIRST Rover Ruckus
- 2019–2020: SKYSTONE
- 2020–2021: FIRST Game Changers
- 2021–2022: Freight Frenzy[16]
- 2022–2023: Powerplay
- 2023–2024: Centerstage
- 2024–2025: Into the Deep

## FIRST Tech Challenge außerhalb der Vereinigten Staaten
Die große Mehrzahl der Teams kommt aus den Vereinigten Staaten.
Ein Pilotveranstalter für FTC in Deutschland war der in Leipzig ansässige Verein Hands on Technology, der diese Arbeit 2016 allerdings eingestellt hat.
In Deutschland gibt es derzeit zehn Teams:
- Eines davon ist das Team der englischsprachigen Ramstein High School, an der amerikanische Soldatenkinder lernen.
- Das erfolgreichste deutsche Team war in der Saison 2015/2016 das Team des Stuttgarter Königin-Katharina-Stift-Gymnasiums („KKST-Girls“), das in den FTC Dutch Open neben dem Inspire Award (2. Platz) auch den Murata Control Award errang.[18] Bei der Weltmeisterschaft Ende April 2017 in St. Louis konnte ein Team dieser Schule, What the Frog, einen der mittleren Ränge belegen. Bei der Weltmeisterschaft 2018 in Detroit nahm das Team unter dem Namen F.R.O.G. Frog Robots Of Germany erneut teil. In der Saison 2020 konnte das Team bei dem Netherlands Championship[19] den Think Award gewinnen und erreichte das Halbfinale. Beim Kaiserslautern Invitational erhielt es den Motivate Award für die gelungene Gesamtpräsentation.[20] Auf dem Spain Open[21] konnte es als Captain ins Finale ziehen und sich mit dem Inspire Award ein Ticket für das Weltfinale in Detroit sichern.[22][23]
- Ein weiteres deutsche Team, die RoboCats, hatte seine Heimat ebenfalls am Stuttgarter Königin-Katharina-Stift.[24]
- Das Team Legacy kommt vom Max-Planck-Gymnasium in Düsseldorf.[25]
- Ein weiteres deutsches Team, welches sich auch für die Verbreitung von FIRST in Deutschland einsetzt, sind die RobotIGS aus Göttingen, von der Georg-Christoph-Lichtenberg Gesamtschule. Sie erreichten in vergangenen Jahren das Finale und gewannen diese Jahr den „Connect Award“ dafür, dass sie die Idee von FIRST verbreiten.[26]
- In der Saison 2018/2019 waren die German EAGles, das Team der Ernst-Abbe-Gymnasiums in Oberkochen, das einzige FTC-Team aus dem deutschsprachigen Raum, das sich bis zur FIRST Championship in Detroit qualifiziert hatte.[27]
- In der aktuellen Saison sind am Ernst-Abbe-Gymnasium in Oberkochen zwei Teams: Das Team "thE Agent Group" und das Team "EAGoose".
- An dem Stuttgarter Königin-Katharina Stift gibt es in der Saison 2020 ein drittes Team, die Royal Frogs[28]
- Die Saison 2021–2022 (Freight Frenzy) war das Rookie-Jahr (Erste Teilnahme) der Teams Robotic Tech Frox und Keep Keen Show Tech, beide am Königin-Katharina-Stift in Stuttgart.
- Ebenfalls dort ist das Team International Lego Frogs beheimatet.

Größtes Hindernis, das einer Ausbreitung der FIRST Tech Challenge im deutschsprachigen Raum momentan im Wege steht, ist neben der relativ schwierigen Beschaffbarkeit der Roboterteile vor allem der noch geringe Bekanntheitsgrad des Programms bei den potenziellen Sponsoren.
Relativ stark vertreten ist FTC in den Niederlanden (etwa 60 Teams), wo das Programm von FIRST Brabant organisiert wird, das alljährlich die FTC Dutch Open veranstaltet. In der Saison 2015/2016 fand dieser Wettbewerb im Verbund mit den RoboCup European Open statt. In der Saison 2019 wurde in den Niederlanden ein Ligasystem eingeführt. Um sich für das Netherlands Championship zu qualifizieren, muss man sich zunächst bei zwei League Meet dafür qualifizieren. Die Liga ist zwar überwiegend für niederländische Teams, vereinzelt dürfen aber auch internationale Teams antreten. Weitere Länder, die im April 2017 Teams zur Weltmeisterschaft nach St. Louis entsandt haben, sind Indien (im Lande zeitweilig bis zu ca. 80 Teams), Rumänien (ca. 50), Russland (ca. 30 Teams), Südkorea (ca. 25 Teams), Taiwan (ca. 20 Teams) und Lettland (ein Team). In Israel bestanden in der Saison 2018/2019 etwa 40–50 Teams.